# جان جفرس
جان جفرس (انگلیسی: John Jeffers؛ زادهٔ ۵ اکتبر ۱۹۶۸) بازیکن فوتبال اهل بریتانیا است.
از باشگاه‌هایی که در آن بازی کرده‌است می‌توان به باشگاه فوتبال شروزبری تاون، باشگاه فوتبال پورت ویل، باشگاه فوتبال لیورپول، و باشگاه فوتبال استوک‌پورت کانتی اشاره کرد.